# Corticarina bhutanensis
Corticarina bhutanensis is een keversoort uit de familie schimmelkevers (Latridiidae). De wetenschappelijke naam van de soort werd in 1977 gepubliceerd door Johnson.